# Camporosso (Ligurië)
Camporosso is een gemeente in de Italiaanse provincie Imperia (regio Ligurië) en telt 5393 inwoners (31-12-2004). De oppervlakte bedraagt 17,6 km², de bevolkingsdichtheid is 297 inwoners per km².

## Demografie
Camporosso telt ongeveer 2204 huishoudens. Het aantal inwoners steeg in de periode 1991-2001 met 9,0% volgens cijfers uit de tienjaarlijkse volkstellingen van ISTAT.
| Jaar | Inwoneraantal |
| ---- | ------------- |
| 1991 | 4642          |
| 2001 | 5061          |

## Geografie
Camporosso grenst aan de volgende gemeenten: Dolceacqua, San Biagio della Cima, Vallecrosia, Ventimiglia.

## Externe link

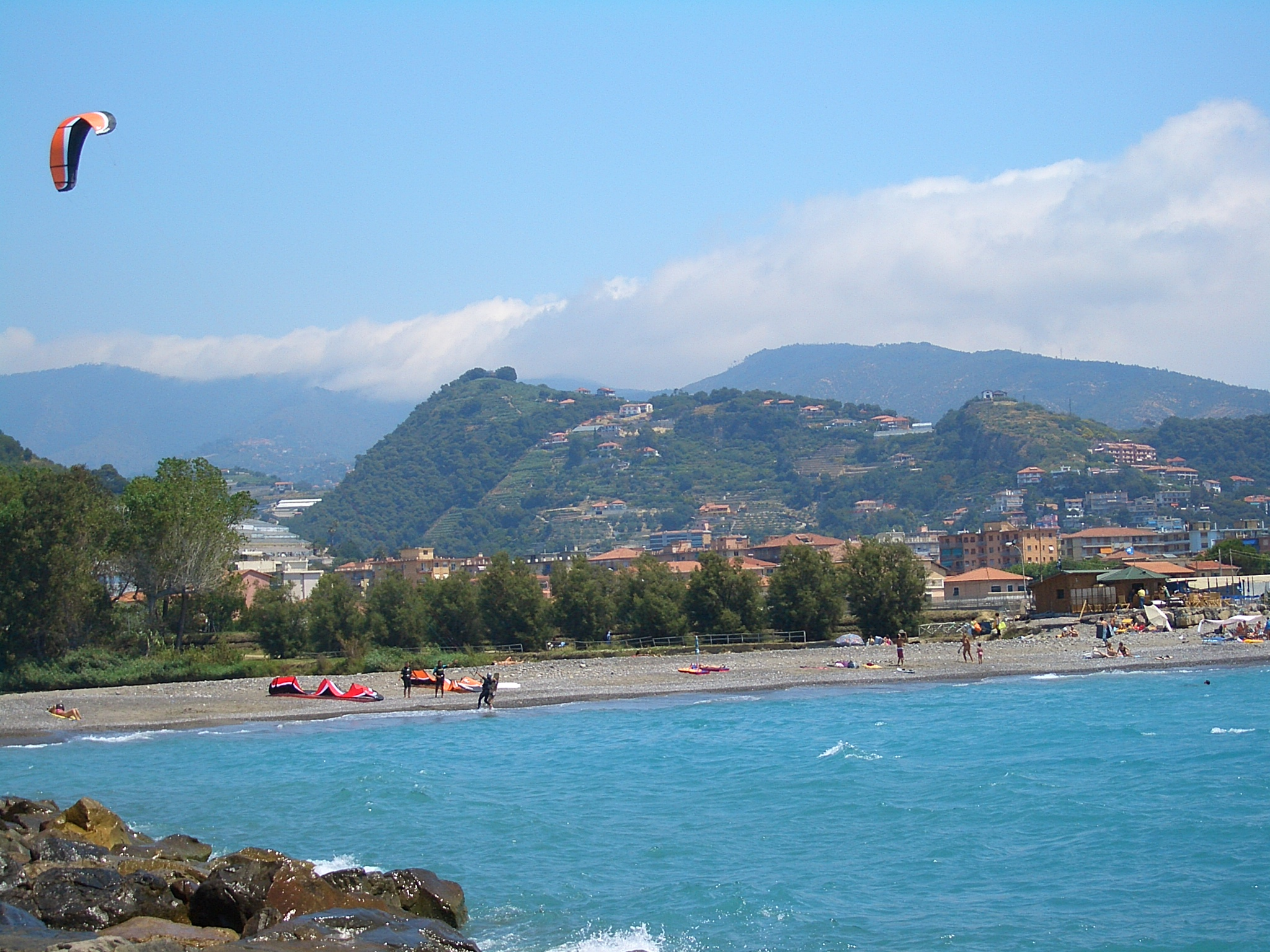
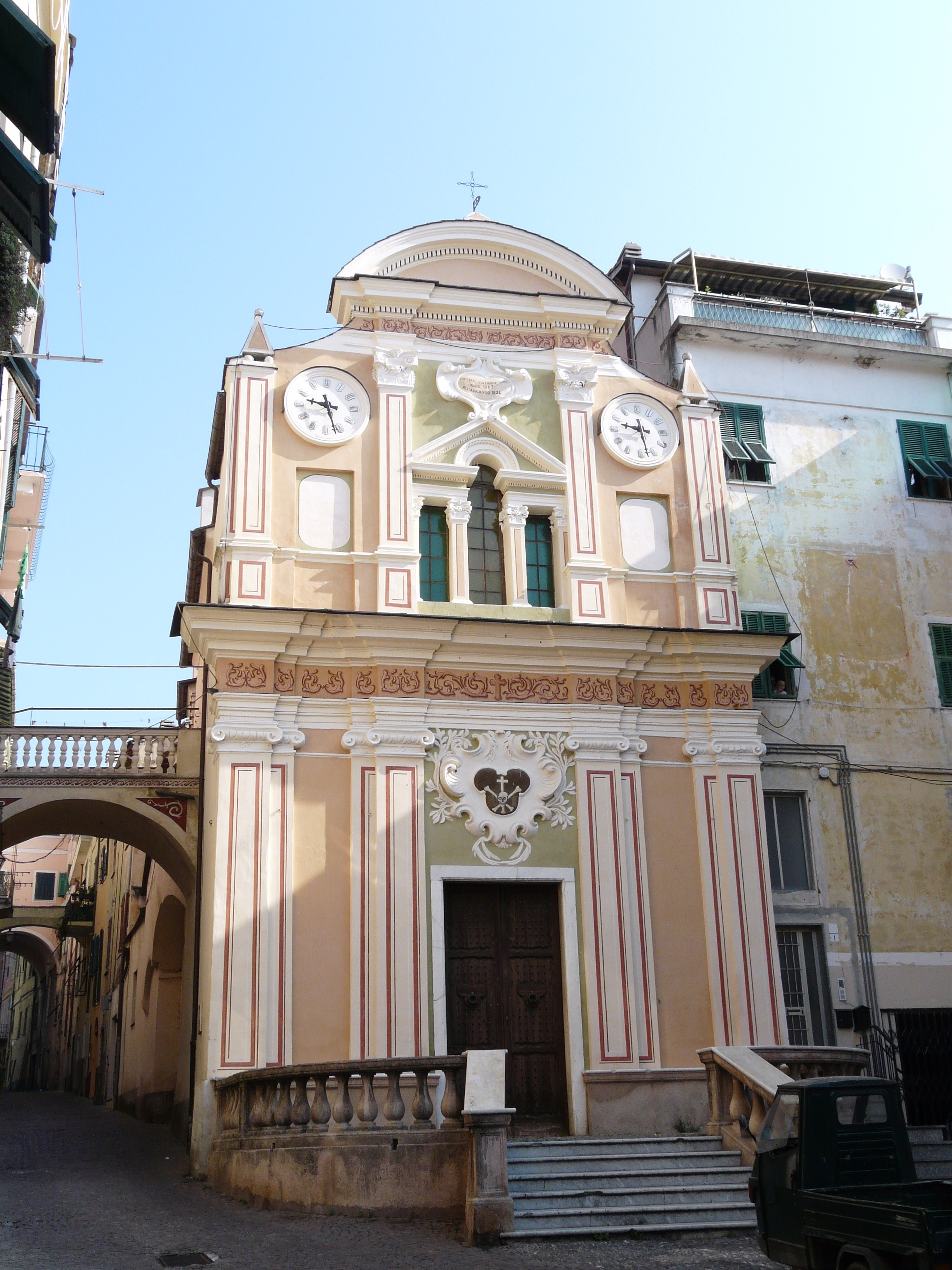
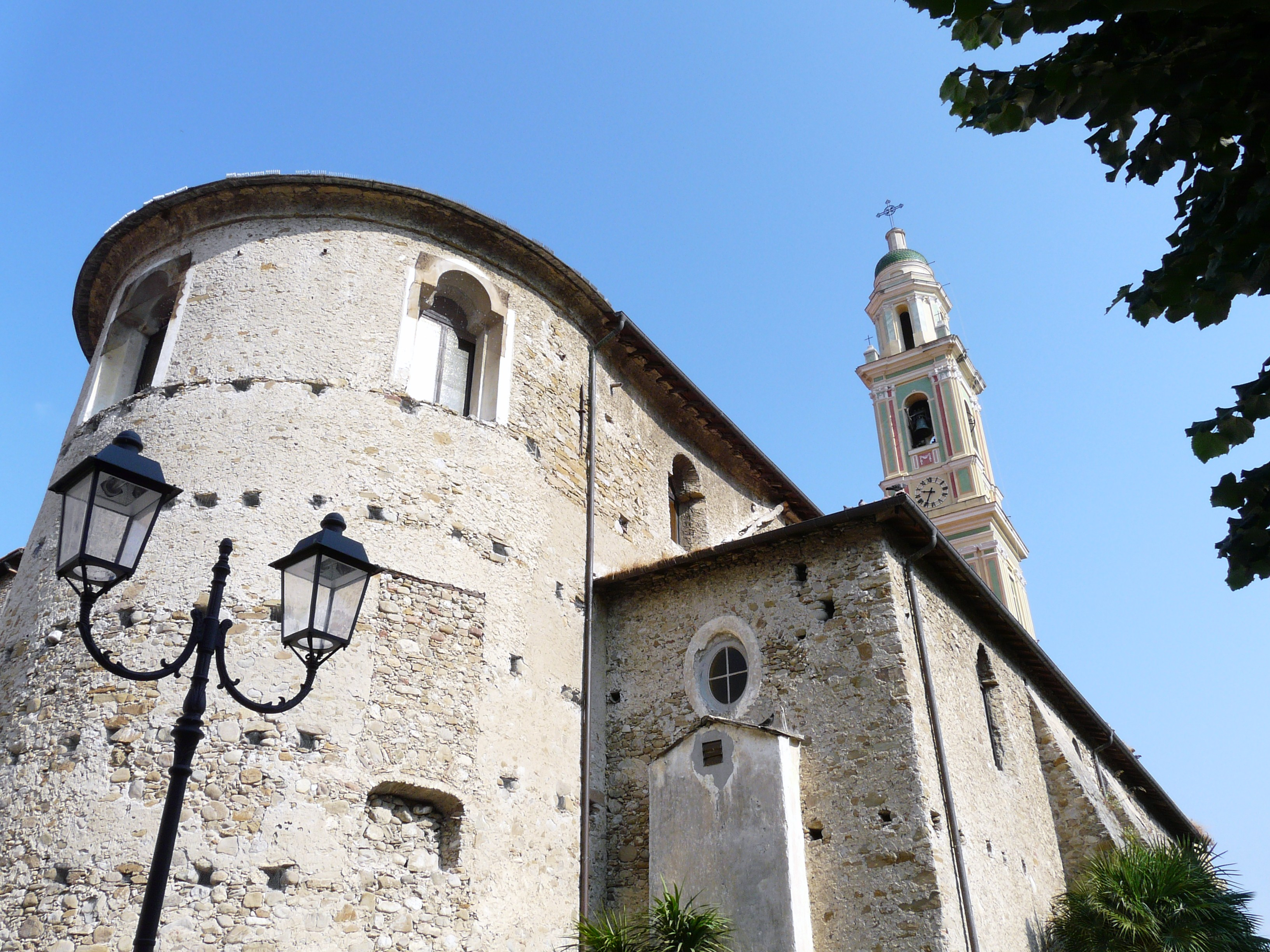
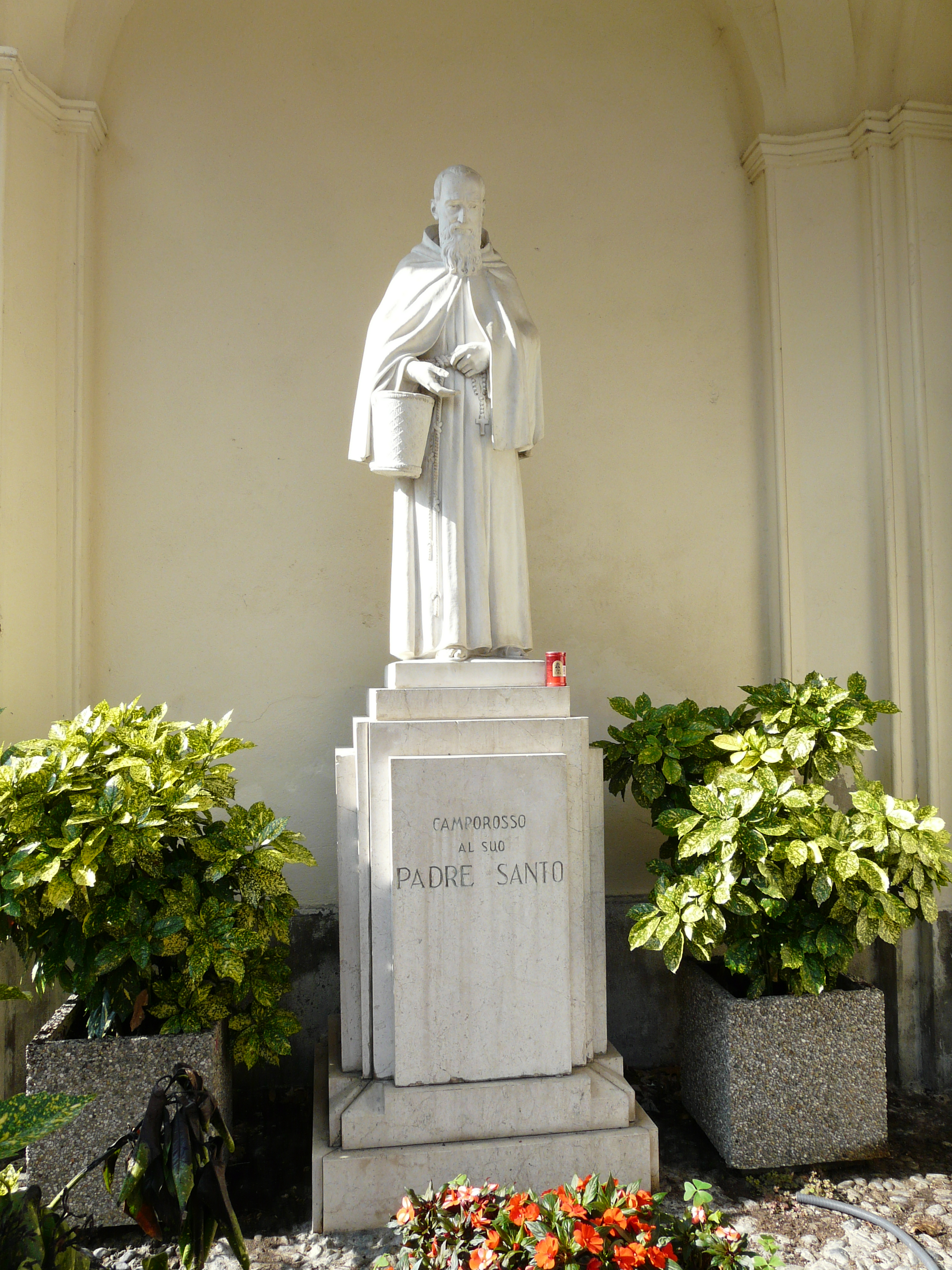
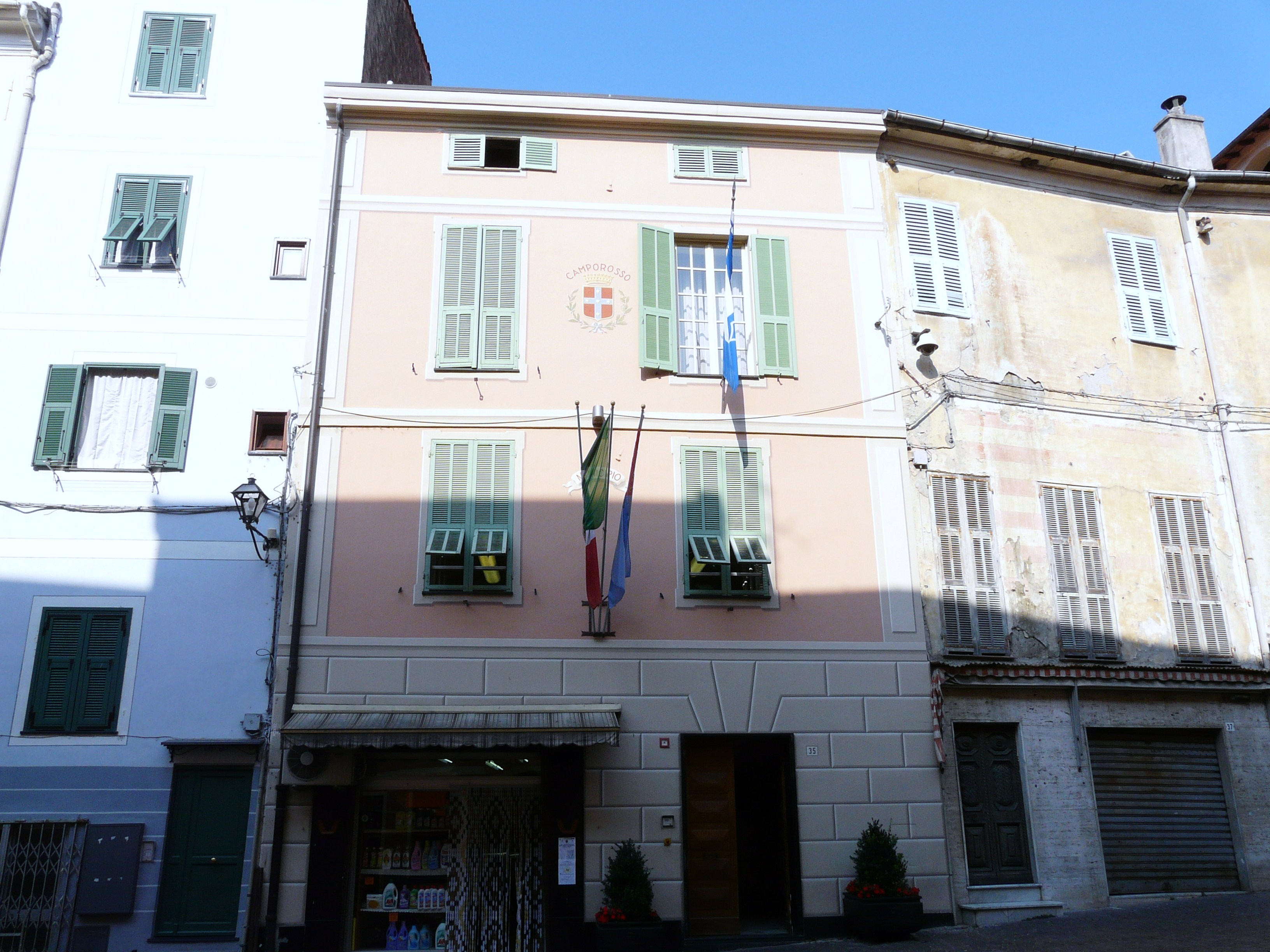